# Uczenie zespołowe
Uczenie zespołowe (ang. ensemble learning) –  technika modelowania wykorzystywana w statystyce i uczeniu maszynowym, polegająca na łączeniu wielu algorytmów w celu poprawy efektywności predykcji w porównaniu do wyników uzyskiwanych przez pojedyncze modele.
Do najpopularniejszych metod uczenia zespołowego zalicza się agregację (ang. bootstrap aggregating lub bagging), wzmacnianie (ang. boosting) i kontaminację (ang. stacking). 